# موسى بن عبد الله الكامل
موسى بن عبد الله المحض بن الحسن المثنى بن الحسن السبط بن علي بن أبي طالب الحسني العلوي الهاشمي القرشي، أحد عظماء الطالبيين، في القرن الثاني الهجري، ولد في المدينة في حدود سنة 130هـ.

## نسبه وعائلته
هو:  موسى بن  عبد الله الكامل بن الحسن المثنى بن  الحسن بن علي بن أبي طالب بن عبد المطلب بن هاشم بن عبد مناف بن قصي بن كلاب بن مرة بن كعب بن لؤي بن غالب بن فهر بن مالك بن النضر بن كنانة بن خزيمة بن مدركة بن إلياس بن مضر بن نزار بن معد بن عدنان.

## إخوته
1. محمد الملقب بالنفس الزكية.
2. إبراهيم المعروف ب(قتيل باخمرى).
3. إدريس. وأمه عاتكة بنت عبد الملك بن الحرث المخزومي القرشي.
4. سليمان (وأمه عاتكة بنت عبد الملك بن الحرث المخزومي) القرشي.
5. يحيى المعروف ب(صاحب الديلم).

## عقبه
أعقب ثلاثة رجال وهم:
1. عبدالله
2. إبراهيم[2]
3. محمد ، ولا عقب له

وتسع بنات هن:
1. زينب
2. فاطمة
3. أم كلثوم
4. رقية
5. خديجة
6. صفية
7. أم الحسن

## حليته ولقبه
أبوه شيخ بني الحسن أبو محمد عبد الله الكامل بن الحسن، وأمه هند بنت أبي عبيدة بن زمعة بن الأسود بن المطلب، كان أديباً فاضلاً، وشاعراً لبيباً، وكان أسود اللون فلقبته أمه بالجون، وكانت ترقصه وهو طفل وتقول:
حبسه أبو جعفر المنصور في محبس الهاشمية بالعراق مع جملة من أبناء الحسن بن الحسن.

## علمه ومنعه من التحديث
قال عبد الله في العلل: سمعت أبي يقول: رأيت موسى بن عبد الله بن حسن وكان رجلاً صالحاً وهو من ولد الحسن بن علي بن أبي طالب.
وروى الخطيب في التاريخ بسنده، أنه قال: منعت من الحديث، ولولا ذلك لحدثتك.
وروى الخطيب أيضًاً، قال يحيى ابن معين: موسى بن عبد الله ثقة مأمون.
وقال الذهبي في الميزان: قال جماعة عن ابن معين ثقة.
وقال أيضاً: وقال البخاري: فيه نظر، وله حديث في تحريم الدبر".اهـ.
قلت: أما قول البخاري فيه نظر، وذلك لجهالة حاله عند البخاري، فالبخاري متوقف في أمره ولم يجرحه.
وكل من ذكر موسى بن عبد الله في الضعفاء، ذكره لجهالة حاله عنده، وأحال القول للبخاري، كالذهبي في المغني (2/440)، والعقيلي في الضعفاء (4/159)، ولم يجرحه أحد، فقد ذكره أبن عدي (ت365هـ) في الكامل (8/62)، وبين سبب ذكره وهو جهالة حاله، حيث قال: وموسى بن عبد الله هذا هو مثل موسى الأسواري لا يعرفان.
وذكره ابن أبي حاتم (ت327) في الجرح (8/173) ولم يجرحه، حيث قال: روى عن أبيه، روى عنه إبراهيم بن عبد الله بن حاتم الهروي.
قلت: جهالة حاله، لتخفيه، وتستره من الحاكم، وقد بالغ الحاكم حتى منعه من التحديث، وعند الله تجتمع الخصوم، فقد روى الخطيب في تاريخه: أن قال موسى، قال: قد منعت من التحديث، ولولا ذلك لحدثتك.
قلت: فلا يستغرب قول البخاري، أن يجهل حال رجل قد تخفى في البصرة، وسويقة، وفوق ذلك منع من التحديث، أما من عرف حاله، ورأه فقد وثقه وأقر له بالصلاح، فقد قال عنه يحيى بن معين: كما رواه الخطيب في التاريخ (15/13) بسنده: موسى بن عبد الله ثقة مأمون، وقال عنه أحمد في العلل (2/44): رأيت موسى بن عبد الله بن حسن وكان رجلاً صالحًا وهو من ولد الحسن بن علي بن أبي طالب
قلت: كل من ذكر موسى بن عبد الله كالخطيب وأخرج له حديث ((كل صلاة لا يقرأ فيها بفاتحة الكتاب فهي خداج)) ولم يجرحه، حتى محقق تاريخ بغداد الدكتور بشار عواد لم يجرحه وهو من أهل الصنعة، قال عن إسناد الحديث: إسناده ضعيف لضعف أبي بكر محمد بن عمر الجعابي، وأحمد بن إبراهيم، ومحمد بن أحمد لم نعرفهم، وكذلك ذكره ابن عدي ولم يجرح، وبرر قول البخاري، وذكره الذهبي والعقيلي وابن حجر وابن أبي حاتم ولم يجرحوه، ولا شك أن توثيق ابن معين لسماعه منه أو عنه.
قلت: موسى بن عبد الله: مدني ثقة، صالح من أتباع التابعين، وثقه كل من رأه وسمع منه، وسكت وتوقف فيه من جهل حاله عنده، ولم يجرحه أحد، والله العالم.

## وفاته
وقال أبو نصر البخاري في سر السلسلة: مات موسى بن عبد الله بسويقة المدينة.
وقال أبو إسماعيل بن طباطبا: بسويقة: صاحبها أبو عبد الله موسى الجون بن عبد الله بن الحسن بن الحسن.
وقال ابن خلدون في تاريخه: كان موسى الجون بن عبد الله بن الحسن المثنى بن الحسن السبط لما اختفى أخواه محمد وإبراهيم، طالبه أبو جعفر المنصور باحضارهما فضمن له ذلك ثم اختفى وعثر عليه المنصور فضربه ألف سوط، فلما قتل أخوه محمد المهدي بالمدينة، اختفى موسى الجون إلى أن هلك.
عاش موسى بن عبد الله إلى عهد الرشيد وتخفى في سويقة المدينة، مات وقبر بها سنة 180هـ؛ وكان عمره عند وفاته خمسين سنة.
قال البيهقي في كتابه اللباب: قتل بالسياط في حبس الهاشمية وهو ابن خمسين سنة.
قلت: زرنا سويقة، ورأينا في طرفها مقبرة قديمة، وسورها حديث، والراجح إن يكون بها قبر موسى الجون، والله العالم.

### أعقابه
أعقب موسى :
1. عبد الله الشيخ الصالح وفيه العدد.
2. إبراهيم من عقبه ملوك يمامة نجد.
3. محمد لا عقب له.

وتسعة بنات.